# Mountain View (Colorado)
Mountain View es un pueblo ubicado en el condado de Jefferson en el estado estadounidense de Colorado. En el año 2000 tenía una población de 529 habitantes y una densidad poblacional de 2845 personas por km².

## Geografía
Mountain View se encuentra ubicado en las coordenadas 39°46′32″N 105°3′22″O / 39.77556, -105.05611.

## Demografía
Según la Oficina del Censo en 2000 los ingresos medios por hogar en la localidad eran de $41,364, y los ingresos medios por familia eran $42,250. Los hombres tenían unos ingresos medios de $32,917 frente a los $27,063 para las mujeres. La renta per cápita para la localidad era de $21,425. Alrededor del 13% de la población estaba por debajo del umbral de pobreza.